# Huillé-Lézigné
Huillé-Lézigné es una comuna nueva francesa situada en el departamento de Maine y Loira, de la región de Países del Loira.

## Historia
Fue creada el 1 de enero de 2019, en aplicación de una resolución del prefecto de Maine y Loira de 5 de septiembre de 2018 con la unión de las comunas de Huillé y Lézigné, pasando a estar el ayuntamiento en la antigua comuna de Lézigné.

## Demografía
Según los datos aportados en la resolución del prefecto de Maine y Loira, la comuna se crea con 1344 habitantes.

## Composición
| Comuna fusionada | Código INSEE | Población (2016) | Superficie (km²) | Densidad (hab./km²) |
| ---------------- | ------------ | ---------------- | ---------------- | ------------------- |
| Huillé           | 49159        | 553              | 12.53            | 44                  |
| Lézigné          | 49174        | 768              | 9.3              | 83                  |